# 肥下の戦い
肥下の戦い（ひかのたたかい）は、紀元前233年に発生した、秦が趙に大敗した戦い。

## 背景
紀元前234年、秦の将軍の桓齮が秦軍を率いて平陽で趙軍を大敗させた。趙の将の扈輒を討ち取り、10万の兵を斬首した。
紀元前233年、桓齮は秦軍を率いて東の上党に進軍し、太行山を越えて趙の深部に侵入し趙軍を破り、赤麗と宜安を占領した。秦軍が邯鄲に迫り、趙の幽繆王は北部の国境の防衛を担っていた名将の李牧を南下させ、趙の全軍を率いて秦軍を攻撃することを命じた。

## 経過
李牧率いる趙軍と桓齮の率いる秦軍は宜安付近で対峙した。激しい戦いの末に、秦軍は大敗した。桓齮の率いる秦軍のうち少数は包囲から脱し、秦国へ退却した。桓齮は敗走し、一説では李牧に討たれたとされる。趙は秦に占領されていた土地を取り戻し、李牧は武安君に封じられた。

## 影響
肥下の戦いは秦の統一戦争での秦の初めての敗北であった。その後、秦軍は番吾の戦いでも李牧率いる趙軍に大敗を喫した。そのため、秦の将軍の王翦は趙の郭開に賄賂を送り幽繆王に讒言させ、李牧を誅殺するように仕向けた。